# فرودگاه مولندو
فرودگاه مولندو (به انگلیسی: Mollendo Airport) یک فرودگاه همگانی است . این فرودگاه در کشور پرو قرار دارد و در ارتفاع ۳ متری از سطح دریا واقع شده‌است.